# Tiếng Pháp Mỹ

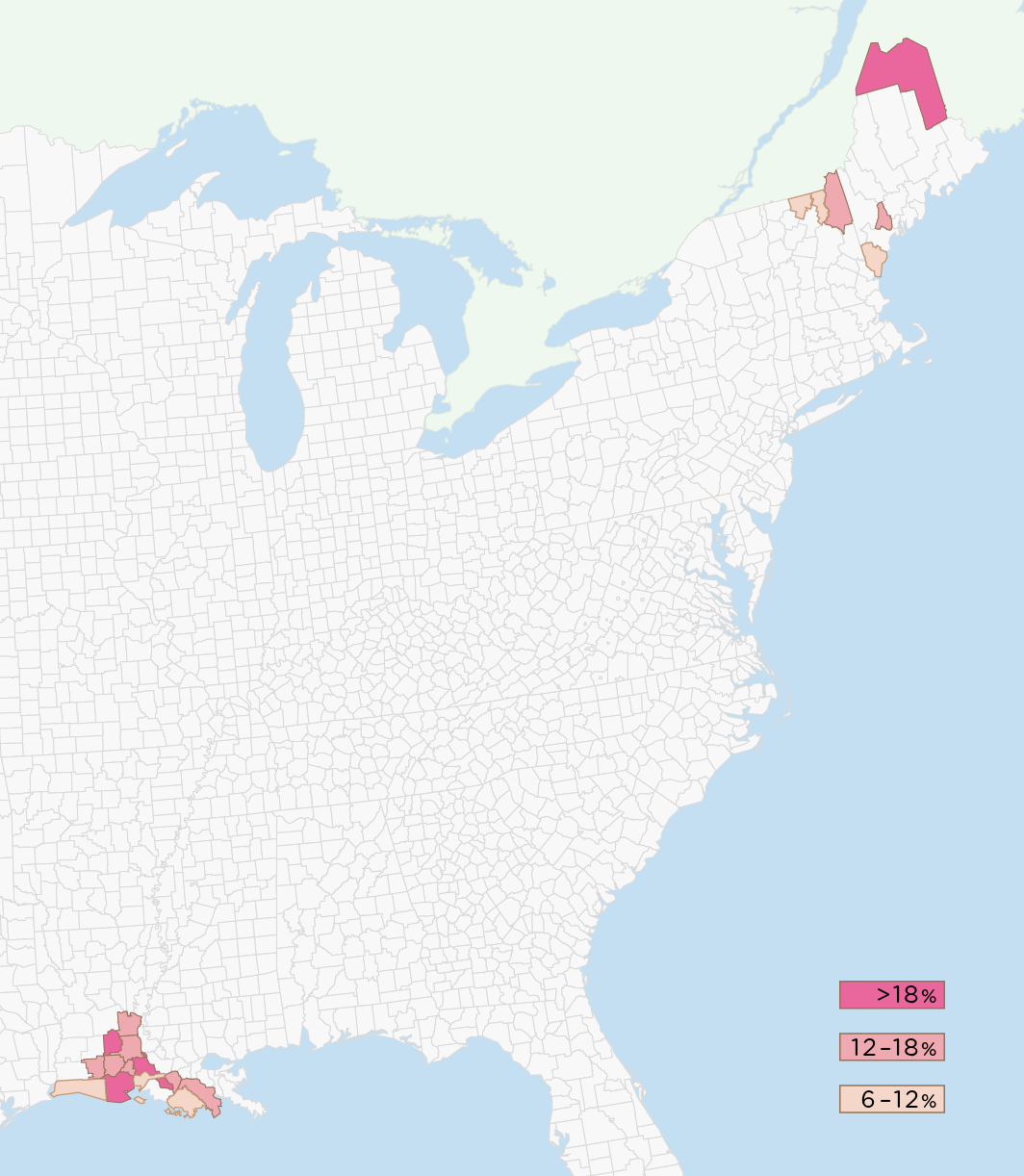
Tiếng Pháp ở Hoa Kỳ. Nhấp vào chú thích. Phản hồi điều tra dân số "Cajun" và tiếng creole dựa trên tiếng Pháp không được tính vào

Tiếng Pháp được nói như một ngôn ngữ thiểu số ở Hoa Kỳ. Khoảng 2,07 triệu người Mỹ trên 5 tuổi được ghi nhận nói ngôn ngữ ở nhà theo ước tính của liên bang năm 2010, làm cho tiếng Pháp trở thành ngôn ngữ được nói nhiều thứ tư trong cả nước sau tiếng Anh, tiếng Tây Ban Nha và tiếng Trung (trong đó Cajun, Haiti Creole và tất cả các dạng khác của tiếng Pháp được tính chung; cũng như tiếng Quảng Đông, Quan thoại và các loại khác của tiếng Trung Quốc được kết hợp tương tự). Một số biến thể tiếng Pháp phát triển ở nơi nay là Hoa Kỳ:
- Tiếng Pháp Louisiana, được nói ở Louisiana bởi con cháu của những người theo chủ nghĩa thực dân ở Louisiana thuộc Pháp
- Tiếng Pháp New England, được nói ở New England bởi hậu duệ của người di cư Canada thế kỷ 19 và 20
- Tiếng Pháp Missouri, được nói ở Missouri bởi con cháu của những người định cư Pháp ở vùng đất Illinois
- Tiếng Pháp Muskrat, được nói ở Michigan bởi con cháu của những người cư ngụ, những người đi du lịch và những người đi du lịch des bois ở Pays d'en Haut
- Tiếng Pháp Métis, được nói ở Bắc Dakota bởi người Métis

Gần đây, tiếng Pháp cũng đã được chuyển đến các vùng khác nhau của quốc gia thông qua nhập cư từ các vùng nói tiếng Pháp. Ngày nay, tiếng Pháp là ngôn ngữ được nói nhiều thứ hai (sau tiếng Anh) ở hai tiểu bang Maine và Vermont, và là ngôn ngữ được nói nhiều thứ ba (sau tiếng Anh và tiếng Tây Ban Nha) ở tiểu bang Louisiana, Connecticut, Rhode Island và New Hampshire.
Là một ngôn ngữ thứ hai, tiếng Pháp là ngoại ngữ được dạy rộng rãi thứ hai trong các trường học Mỹ, các trường cao đẳng và đại học. Trong khi đa số người Mỹ gốc Pháp đã lớn lên chỉ nói tiếng Anh, một số đã ghi danh cho con em mình tham gia các lớp học tiếng Pháp.

## Tổ tiên người Pháp
Tổng cộng có 10.804.304 người đã tuyên bố có tổ tiên người Pháp trong cuộc điều tra dân số năm 2010 mặc dù các nguồn khác đã ghi nhận có tới 13 triệu người tuyên bố thế này. Hầu hết người Mỹ nói tiếng Pháp là hậu duệ của những người này, nhưng cũng có những dân số đáng kể không phải là người gốc Pháp, cũng như những người từ Bỉ, Thụy Sĩ, Haiti và nhiều nước châu Phi nói tiếng Pháp.